# Kajsar Kyzyłorda
Kajsar Kyzyłorda (kaz. Қайсар Қызылорда Футбол Клубы) – kazachski klub piłkarski z siedzibą w Kyzyłordzie, grający w Priemjer Ligasy.

## Historia
'Chronologia nazw:'
- 1968: Wołna Kyzyłorda (kaz. Волна Қызылорда)
- 1968–1973: Awtomobilist Kyzyłorda (kaz. Автомобилист Қызылорда)
- 1974–1978: Orbita Kyzyłorda (kaz. Орбита Қызылорда)
- 1979–1989: Meliorator Kyzyłorda (kaz. Мелиоратор Қызылорда)
- 1990–1995: Kajsar Kyzyłorda (kaz. Қайсар Қызылорда)
- 1996–1997: Kajsar-Munaj Kyzyłorda (kaz. Қайсар-Мунай Қызылорда)
- 1997–2000: Kajsar-Hurricane Kyzyłorda (kaz. Қайсар-Hurricane Қызылордау)
- od 2001: Kajsar Kyzyłorda (kaz. Қайсар Қызылорда)

Klub założony został w 1968 roku jako Wołna Kyzyłorda’ i debiutował w Klasie B, strefie kazachskiej Mistrzostw ZSRR. W 1970 w wyniku kolejnej reorganizacji systemu lig ZSRR spadł do Klasy B, strefy kazachskiej. Od 1971 ponownie startował we Wtoroj Lidze, strefie 5, w której występował do 1990. W 1991 grał we Wtoroj Niższej Lidze, strefie 8. W czasy ZSRR klub też nazywał się Awtomobilist Kyzyłorda, Orbita Kyzyłorda, Meliorator Kyzyłorda, Kajsar Kyzyłorda.
Po uzyskaniu przez Kazachstan niepodległości w 1992 debiutował w Wysszej Lidze. W 1993 zajął 21 miejsce i spadł do Birinszi liga. Od 1996 ponownie występował w Wysszej Lidze. W 1996 nazywał się Kajsar-Munaj Kyzyłorda, a od lipca 1997 Kajsar-Hurricane Kyzyłorda. W 2001 klub wrócił do nazwy Kajsar Kyzyłorda. W 2005 jeden sezon występował w Birinszi liga. W 2010 również gra w niej.

## Sukcesy
- Wtoraja Liga ZSRR, strefa 8: 4. miejsce (1987)
- Puchar ZSRR: 1/16 finału (1988/89)
- Priemjer Ligasy: 4. miejsce (1998, 2008)
- Puchar Kazachstanu:
  - zdobywca (1998/1999, 2019)
  - finalista (1997/1998)

## Skład na sezon 2015
| Nr | Poz. | Piłkarz               |
| -- | ---- | --------------------- |
| 1  | BR   | Maksat Seidachmet     |
| 2  | OB   | Vuk Mitošević         |
| 3  | OB   | Ałdan Bałtajew        |
| 5  | OB   | Damir Dautow          |
| 6  | PO   | Rachimżan Rozybakijew |
| 8  | PO   | Duman Narziłdajew     |
| 9  | NA   | Siergiej Strukow      |
| 11 | NA   | Ełżas Ałtynbekow      |
| 13 | BR   | Kiriłł Prjadkin       |
| 14 | OB   | Farchadbek Irismetow  |
| 15 | NA   | Georgi Karanejczew    |
| 17 | BR   | Żasułan Mołdakarajew  |

| Nr | Poz. | Piłkarz               |
| -- | ---- | --------------------- |
| 18 | OB   | Daniił Tsoi           |
| 21 | OB   | Kajrat Nurdäuletow    |
| 22 | PO   | Kiriłł Szestakow      |
| 23 | OB   | Ołżas Ałtajew         |
| 24 | PO   | Jan Worogowskij       |
| 27 | PO   | Anton Matwiejenko     |
| 28 | NA   | Rimo Hunt             |
| 35 | BR   | Ramił Nurmuchametow   |
| 44 | OB   | Martin Klein          |
| 77 | PO   | Ilja Kalinin          |
| –  | NA   | Abyłaichan Ungarbajew |

## Europejskie puchary
Legenda do wszystkich tabel:
- Q – runda eliminacyjna, 1/16, 1/8, 1/4, 1/2 – odpowiednia faza rozgrywek, Grupa – runda grupowa, 1r gr – pierwsza runda grupowa, 2r gr – druga runda grupowa, F – finał, R – runda, PO – play-off
- k. – rzuty karne, los. – losowanie, Dogr. – dogrywka, w. – zasada bramek strzelonych na wyjeździe

| Sezon   | Rozgrywki   | Runda | Klub  | Dom     | Wyjazd  | Ogólnie |
| ------- | ----------- | ----- | ----- | ------- | ------- | ------- |
| 2020/21 | Liga Europy | 2Q    | APOEL | 1–4 (D) | 1–4 (D) | 1–4 (D) |